# Alte Bach (Fischbach)
Der Alte Bach ist ein etwa 11⁄3 Kilometer langer linker und südlicher Zufluss des Fischbachs bei Groß-Bieberau im hessischen Landkreis Darmstadt-Dieburg

## Geografie

### Verlauf
Der Alte Bach beginnt als Graben in einer feuchten Wiese direkt an der L3106 zwischen Niedernhausen und Groß-Bieberau. Er verläuft parallel zum Fischbach in nördlicher Richtung und mündet am Stadtrand von Groß-Bieberau in den Fischbach.
Ungefähr 600 m vor Groß-Bieberau ist am Fischbach ein künstlicher Überlauf, über den zu viel Wasser in einem Graben vom Fischbach in den Alten Bach geleitet wird.

### Heutige Situation

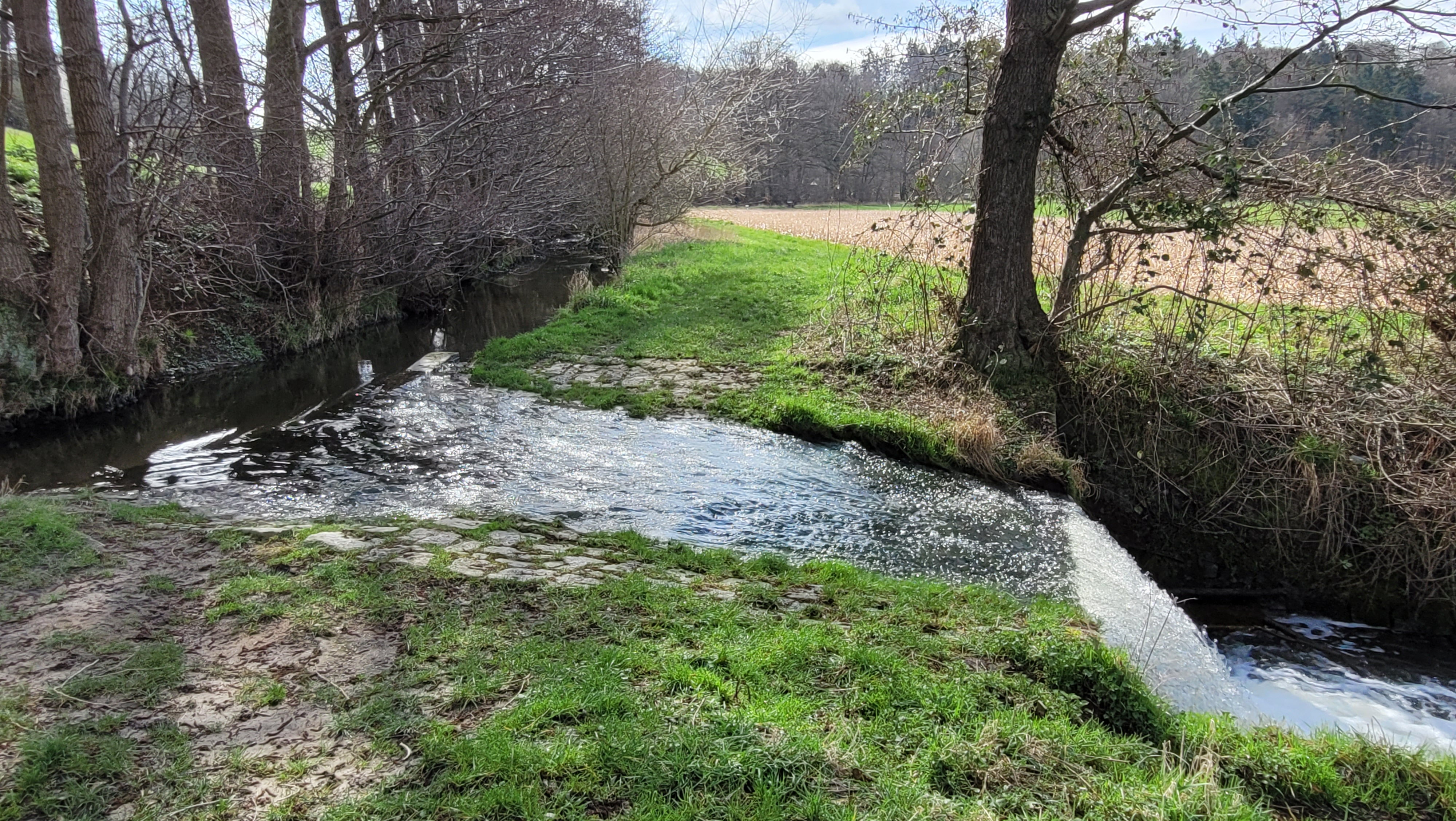
Der Überlauf vom Fischbach in den Alten Bach

Im Laufe der 2010er Jahre verlandete der Abschnitt des Fischbachs zwischen dem Überlauf und Groß-Bieberau.
Der neue von der Bund/Länder-Arbeitsgemeinschaft Wasser (LAWA) festgelegte Verlauf des Fischbachs führt jetzt über den Überlauf in den Alten Bach, der ab dort nunmehr Fischbach heißt; das verbliebene Reststück des Alten Bachs oberhalb dieser Stelle ist nur noch ca. 800 Meter lang. Der verlandete Teil des Fischbachs hat die eigene Gewässerkennzahl 2476276 erhalten (Stand 15. Januar 2022).
Die LAWA veränderte mit dieser neuen Festlegung die Verläufe und Längen von Fischbach und Altem Bach gegenüber ihren historischen.

### Flusssystem Gersprenz
- Fließgewässer im Flusssystem Gersprenz